# Pareupogona oblonga
Pareupogona oblonga là một loài ruồi trong họ Tachinidae.